# 모테트
모테트(motet)는 중세 르네상스 시대에 유행했던 성악곡의 하나이다.
‘언어’를 뜻하는 프랑스어 ‘mot’에서 유래하며, 처음에는 ‘언어를 가진 성부 (motetus)’만을 가리켰는데, 지금은 악곡 전체를 가리키는 명칭이 되었다.
13세기에 정착되었고, 오늘날에도 연주하지만, 바로크 시대의 모테트는 르네상스 시대의 모테트를 이어받아 2중합창, 코랄편곡, 엄격한 성악 푸가 등의 양식에 통주저음 반주와 다른 악기로 덧붙여 반주를 첨가한 양식으로 독일어 가사를 갖는 종교적 다성합창곡이었다.

## 중세의 모테트
중세의 모테트는 13세기 초기의 노트르담 악파에 의하여 제 모습을 갖췄지만, 그레고리오 성가를 정한가락으로 하였고, 각기 다른 가사를 갖는 2성부가 함께 노래되었다.
이것을 2중 모테트라 한다.
상성부의 가사는 처음에는 그레고리오 성가의 가사내용을 설명하는 것이었으나, 곧 각기 그 내용이 다른 별도의 언어로 작사되는 일이 종종 있었다.
즉 예를 들면 그레고리오 성가를 정한가락으로 하고, 제2성부는 프랑스어의 종교시를, 제3성부는 프랑스어로 쓴 연애시를 동시에 노래하는 것도 생겼다.
이런 경우에 정한가락은 말로 노래하지 않고 다만 악기만으로 연주되었을 것으로 생각된다.
14-15세기에는 세속적인 가락이 정한가락으로 선택되는 일도 종종 있었다. 14세기 모테트의 작곡가로는 프랑스의 기욤 드 마쇼가 뛰어났다.

## 르네상스 시대의 모테트
르네상스 시대의 모테트는 미사처럼 15-16세기의 가장 중요한 교회 합창음악이다. 반주 없이 라틴어 가사로 된 4-6성부의 합창곡이며, 가톨릭 교회의 전례를 위하여 만들어졌다.
그 밖에 영국의 작곡가 던스터블이나 부르고뉴의 뒤파이 등이 쓴 기악반주의 독창 모테트나 16세기 중엽에 영어를 가사로 한 앤섬(anthem)이라 하는 특수한 타입의 모테트도
나타났다.
르네상스의 모테트는, 오케겜, 오브레히트, 죠스캥 데 프레, 이자크, 피에르 드 라 류 등의 플랑드르 악파의 작곡가에 의하여 제 모습을 갖췄고,
16세기 후반 오를란두스 라수스의 작품으로 정점에 이르렀다.
이 시대의 모테트는 중세 모테트의 큰 특색이었던 다가사성과 정한가락 지배는 모두 버리고, 대신 각 성부가 동등하게 모방되는 모방양식으로 쓰였다.
그 후 모테트는 기악곡에 전용되어 리체르카레를 낳고, 푸가의 중요한 모태가 되었다.

## 같이 보기
- 악곡의 형식
- 리체르카레
- 푸가

## 참고 문헌
- 이 문서에는 다음커뮤니케이션(현 카카오)에서 GFDL 또는 CC-SA 라이선스로 배포한 글로벌 세계대백과사전의 내용을 기초로 작성된 글이 포함되어 있습니다.